# 261

## Decese
- 5 februarie: Sfânta Agata  (n. 235)